# トマス・アレクサンダー・スコット

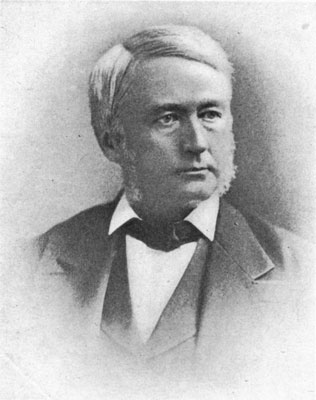
トマス・アレクサンダー・スコット

トマス・アレクサンダー・スコット（Thomas Alexander Scott, 1823年12月28日 - 1881年5月21日）は、アメリカ合衆国の実業家。19世紀中葉にペンシルバニア鉄道社長を務めた。

## 生い立ち
1823年12月28日、スコットはペンシルベニア州フォート・ローダウンにおいて誕生した。

## 鉄道経営
スコットは1850年にペンシルバニア鉄道に就職した。ピッツバーグ管区長時代に、ピッツバーグの電信局に勤めていたアンドリュー・カーネギーを採用した。スコットは小駅の駅長を経て、1858年に最高責任者に昇進した。この当時、スコットの監督下ではカーネギーが副社長として経営に当たっていた。カーネギーとの共同経営は、南北戦争後まで継続した。カーネギーは1860年にペンシルバニア鉄道を退職し、鉄鋼会社を起業した。スコットは後任の副社長に就任した。スコットは1871年から1872年までユニオン・パシフィック鉄道社長を務め、1874年から1880年までペンシルバニア鉄道社長を務めた。ペンシルバニア鉄道は1860年代から1870年代にかけて、州規模の鉄道会社から全国規模の鉄道会社へと拡大した。

## 南北戦争
南北戦争が勃発すると、ペンシルベニア州知事アンドリュー・カーティンはスコットのもとを訪問した。カーティン知事は、鉄道に関するスコットの広い知識を頼り、州の鉄道システムに対する改善策を相談した。1861年8月、エイブラハム・リンカーン大統領はスコットを陸軍次官補に任命した。スコットには、大量の軍需品を調達する任務が課せられた。スコットは政府鉄道その他の鉄道網を監督・指揮し、北軍の効率的な補給を実現した。一例として、スコットは24時間で2万5000人の兵士を輸送し、戦闘を北軍勝利へと転換させた。

## 南部復興
南北戦争後、南部諸州は経済インフラの回復を望んだ。鉄道会社は南部において、熾烈な土地買収と線路敷設を繰り広げた。連邦政府は各鉄道会社に対し、支援を行った。だが1872年にクレディ・モビリエ社をめぐるスキャンダルが発覚すると、それ以降の開発は困難になった。スコットは南部民主党の大多数の政治家に対して「スコット計画」と呼ばれる提案を行い、連邦議会や州議会での議決を呼びかけた。この計画においてスコットは、自らが社長を務めるテキサス・アンド・パシフィック鉄道に対して、インフラの整備のための政府補助金を拠出するよう求めた。
スコットは補助金などの公的支援を得るため、専門的知識を持つグレンヴィル・ドッジを雇い入れた。スコットはドッジと連携し、政治家や新聞記者の支持を集める活動を行った。スコット計画は1877年の妥協の根拠となり、連邦軍の南部からの撤退や、同地域における黒人選挙権の制限へとつながった。

## 死
スコットは1881年5月21日にペンシルベニア州ダービーにおいて死去した。スコットの遺体はペンシルベニア州フィラデルフィアのウッドランズ墓地に埋葬された。
カーネギーを育て、ロックフェラーに敗北した失意の中での死であった。